# Antônio de Souza Leal

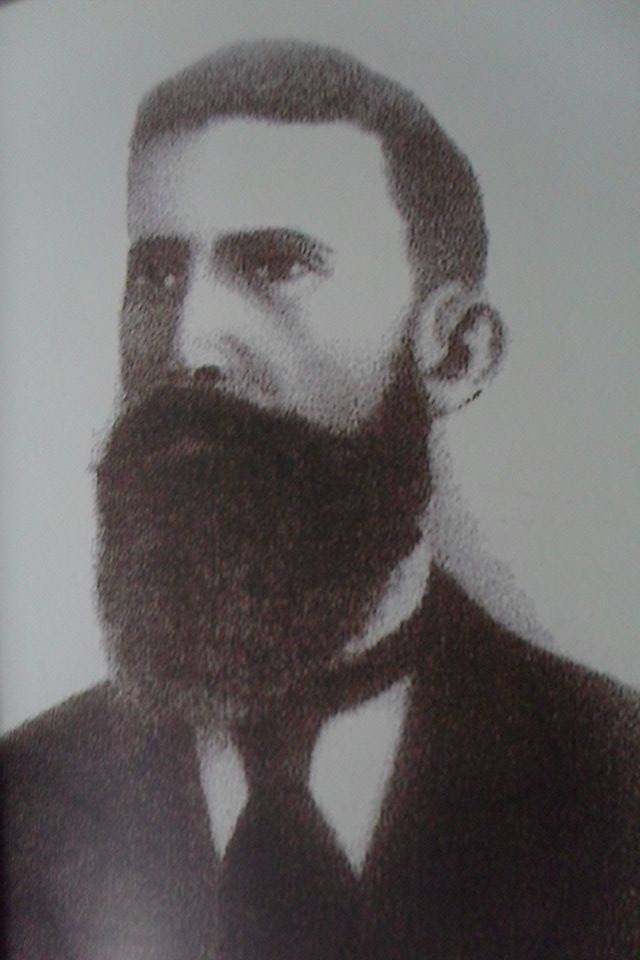
Antônio de Souza Leal

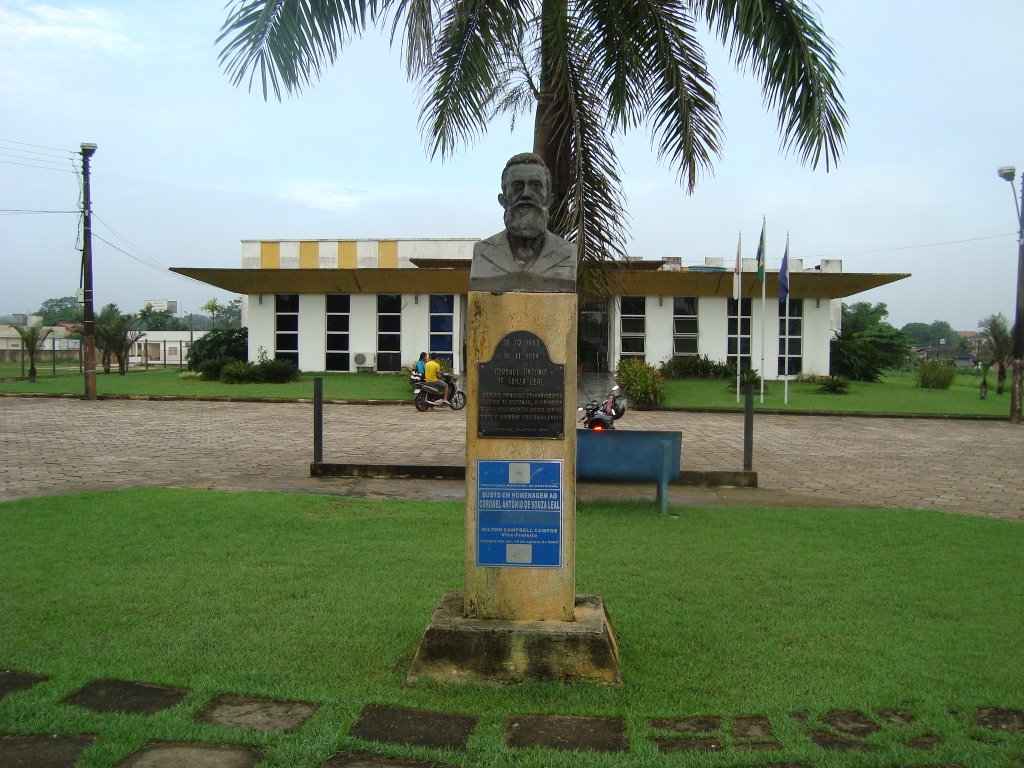
Busto do Cel. Leal a frente da prefeitura de Castanhal

Antônio de Souza Leal (28 de fevereiro de 1853 — 13 de junho de 1914, Crato, Ceará) foi um coronel brasileiro, responsável pela construção da estrada de ferro de Belém a Bragança. Foi responsável pela fundação do município de Castanhal, no Pará.. Veio do Ceará para o Pará em 1874,  aos 21 anos de idade, fugindo da seca.
O título de Tenente Coronel foi concedido pelo então presidente da República do Brasil, presidente Prudente de Morais em 21 Outubro 1898 no Rio de Janeiro. 
Uma rua com 2.200 metros de extensão, situada no centro urbano da cidade, foi o que sobrou de lembrança de uma das figuras mais importantes da região de Castanhal.
Em 2005, foi publicado por José Queiroz Carneiro, sociólogo, pela UFPA, o livro "O Desbravador de Castanhal", onde a vida de Antonio de Souza Leal é relatada com extensura.

## Descendentes
Casado com Joana Cavalcanti de Souza Leal, teve cinco filhos até o falecimento desta, em 1880. Posteriormente casou-se com Maria Jardelina de Souza, com quem teve dez filhos.
Entre os descendentes do coronel Leal estão:
- Almir José de Oliveira Gabriel - político paraense
- Inácio Koury Gabriel Neto - engenheiro
- Alfredo Oliveira - escritor, cronista e compositor de música popular brasileira